# پروتروسوکوس
پروتروسوکوس (نام علمی: Proterosuchus) نام یک سرده از تیره نخست‌سوسماران است.